# Phantastische Wirklichkeit

Die 15 Bände in der Reihenfolge ihrer Veröffentlichung.

Phantastische Wirklichkeit – Science Fiction der Welt war eine von 1971 bis 1975 im Insel Verlag erscheinende Buchreihe mit vorwiegend internationaler Science-Fiction. Herausgegeben wurde die Reihe von Franz Rottensteiner. Hier erschienen erstmals in deutscher Übersetzung Werke von Stanisław Lem, der Brüder Strugazki und von Philip K. Dick in gebundenen Ausgaben. In Aufmachung, Format und Gestaltung ähnelten die Bände der etwa gleichzeitig erscheinenden Phantastik-Reihe Bibliothek des Hauses Usher. Die mehrfarbigen Umschlagillustrationen für die Reihe stammen von Helmut Wenske.
Nach dem Ende der Reihe wurden die Bände in Taschenbuchform in der Phantastischen Bibliothek bei Suhrkamp neu aufgelegt.

## Liste der Titel
| Bd. | Autor(en)                                  | Deutscher Titel                                           | Jahr | Originaltitel                                  | Jahr                                                                         | Übersetzer                                     |
| --- | ------------------------------------------ | --------------------------------------------------------- | ---- | ---------------------------------------------- | ---------------------------------------------------------------------------- | ---------------------------------------------- |
| 01  | Stanisław Lem, Franz Rottensteiner (Hrsg.) | Die Ratte im Labyrinth (Erzählungen)                      | 1971 | (Deutsche Original-Zusammenstellung)           | Marie Thérèse Kerschbaumer, Klaus Staemmler, Rudolf Hermstein, Michael Maier |                                                |
| 02  | Edward de Capoulet-Junac                   | Pallas oder die Heimsuchung                               | 1971 | Pallas ou la Tribulation                       | 1967                                                                         | Willy Thaler                                   |
| 03  | Philip K. Dick                             | LSD-Astronauten                                           | 1971 | The Three Stigmata of Palmer Eldritch          | 1964                                                                         | Anneliese Strauß                               |
| 04  | Brian W. Aldiss                            | Der unmögliche Stern (Erzählungen)                        | 1972 | Best Science Fiction Stories                   | 1965                                                                         | Rudolf Hermstein                               |
| 05  | Stanisław Lem                              | Nacht und Schimmel (Erzählungen)                          | 1972 | Opowiadania                                    | 1969                                                                         | Irmtraud Zimmermann-Göllheim                   |
| 06  | Herbert W. Franke                          | Einsteins Erben (Erzählungen)                             | 1972 |                                                |                                                                              |                                                |
| 07  | Philip K. Dick                             | Mozart für Marsianer                                      | 1973 | Martian Time-Slip                              | 1964                                                                         | Renate Laux                                    |
| 08  | Arkadi und Boris Strugazki                 | Die zweite Invasion auf der Erde                          | 1973 | Vtoroje prischestwije marsian/Skaska o trojkje | 1968                                                                         | Giuseppina Morbioli                            |
| 09  | Stanisław Lem                              | Die Jagd. Neue Geschichten des Piloten Pirx (Erzählungen) | 1973 | Opowiesci o pilöcie Pirxie                     | 1968                                                                         | Roswitha Buschmann, Kurt Kelm, Barbara Sparing |
| 10  | Cordwainer Smith                           | Herren im All (Erzählungen)                               | 1973 | Space Lords                                    | 1965                                                                         | Rudolf Hermstein                               |
| 11  | Stanisław Lem                              | Der futurologische Kongreß. Aus Ijon Tichys Erinnerungen  | 1974 | Kongres futurologiczny                         | 1971                                                                         | Irmtraud Zimmermann-Göllheim                   |
| 12  | Arkadi und Boris Strugazki                 | Montag beginnt am Samstag                                 | 1974 | Ponedel’nik nacinaetsja v subbotu              | 1965                                                                         | Hermann Buchner                                |
| 13  | Stanisław Lem                              | Die Astronauten                                           | 1974 | Astronauci                                     | 1950                                                                         | Rudolf Pabel                                   |
| 14  | Cordwainer Smith                           | Sternträumer (Erzählungen)                                | 1975 | (Deutsche Original-Zusammenstellung)           | Rudolf Hermstein                                                             |                                                |
| 15  | Kobo Abe                                   | Die vierte Zwischeneiszeit                                | 1975 | Daiyon-Kampyöki                                | 1959                                                                         | Siegfried Schaarschmidt                        |